# زعلوك
الزعلوك من الأطباق المغربية التقليدية ذات شعبية مميزة،  عُرف الطبق في المغرب لينتقل بعد ذلك إلى الجزائر وتونس وإن كان مع بعض الاختلافات في الطريقة والمكونات، ولكن يبقى أساسها الباذنجان المقلي أو المشوي مع الطماطم  والفلفل بنوعيه الأخضر الطيب والأحمر الحار. يقدم الطبق كمقبلات أو كطبق رئيسي، كما أنه من الأطباق الجانبية على المائدة كسلطة، ويكون صحيا إذا ما تم تجنب طهيه بطريقة القلي؛ بشواء أو سلق أو تبخير البادنجان والفلفل والطماطم بمعية الثوم، حيث إنّه غنيّ بالألياف الغذائية لأنّه يحتوي على عدد من الخضروات.
نُشرت وصفة الزعلوك في صحيفة ديلي تلغراف البريطانية في عام 2011 من قبل ستيفي بارلي. كمًا وصفته الأمريكية بولا ولفرت الفائزة بعدد من جوائز كتب الطبخ بأنه أفضل سلطة مغربية .

## المقادير وطريقة التحضير

### مقادير الزعلوك المقلي
- 4 حبات الباذنجال مقطع إلى دوائر ومقلي
- 2 حبتان من الطماطم مقشرة ومقطعة مكعبات
- حبة من الثوم
- الفلفل الحلو والحار
- القزبور والمعدنوس
- الكمون والملح
- زيت الزيتون
- قليل من الخل

### الطريقة
يوضع الطماطم والثوم وزيت الزيتون والبهارات في مقلاة على نار متوسطة مع التحريك بين الحين والآخر حتى تتشكل صلصة كثيفة.
يضاف الباذنجان المقلي بعد تقطيعه ويقلّب مع المكونات الأخرى؛ يُترك على النار لمدة 3 دقائق قبل أن يُضاف القزبور والمعدنوس، يقدّم الزغلوك في طبق دافئاً أو بارداً أو ساخناً حسب الرغبة، كما يمكن حفظه في الثلاجة لمدة طويلة.